# John Hough
Pour les articles homonymes, voir Hough.
John Hough est un réalisateur britannique, né le 21 novembre 1941 à Londres (Royaume-Uni).

## Biographie
Il commence sa carrière à la télévision britannique au milieu des années 1960 en tant qu'assistant réalisateur, puis réalisateur sur la série Chapeau melon et bottes de cuir. Par la suite, tout en continuant à travailler occasionnellement pour la télévision, notamment sur la série Les Protecteurs, Hough dirige plusieurs films pour le grand écran dont le drame policier Terreur subite, mettant en vedette Mark Lester, ou le film d'horreur Les Sévices de Dracula, qu'il met-en-scène pour la firme Hammer.
Il est plutôt spécialisé dans le cinéma fantastique ou l'horreur. Ainsi, outre Les Sévices de Dracula, Hough a également dirigé La Maison des damnés, une histoire de maison hantée inspirée du livre de Richard Matheson, ainsi qu’Incubus, un film d'horreur avec John Cassavetes. Dans la même veine, au milieu des années 1980, il réalise quelques téléfilms de la série Hammer House.
Hough a aussi œuvré dans d'autres genres, dont le 'road movie' (Larry le dingue, Mary la garce en 1974, son premier film tourné aux États-Unis qui a inspiré Quentin Tarantino pour Boulevard de la mort) et le western (Le Triomphe d'un homme nommé cheval en 1982).
Le dernier film de John Hough, Bad Karma (en), un film d'horreur date de 2002. Son fils, Paul Hough, est également réalisateur.

## Filmographie
- 1969 : La Légende de Robin des Bois (Wolfshead: The Legend of Robin Hood)
- 1970 : Les Inconnus de Malte (Eyewitness)
- 1971 : Les Sévices de Dracula (Twins of Evil)
- 1972 : L'Île au trésor (Treasure Island)
- 1973 : La Maison des damnés (The Legend of Hell House)
- 1974 : The Zoo Gang (série télévisée)
- 1974 : Larry le dingue, Mary la garce (Dirty Mary Crazy Larry)
- 1975 : La Montagne ensorcelée (Escape to Witch Mountain)
- 1978 : Les Visiteurs d'un autre monde (Return from Witch Mountain)
- 1978 : La Cible étoilée (Brass Target)
- 1980 : Les Yeux de la forêt (The Watcher in the Woods)
- 1981 : Incubus
- 1982 : Le Triomphe d'un homme nommé cheval (Triumphs of a Man Called Horse)
- 1985 : Black Arrow (TV)
- 1985 : Mission casse-cou (Dempsey & Makepeace) (série télévisée)
- 1986 : Biggles
- 1987 : Les Hasards de l'amour (A Hazard of Hearts) (TV)
- 1987 : Une affaire de famille (American Gothic)
- 1988 : Hurlements 4 (Howling IV: The Original Nightmare) (vidéo)
- 1989 : Le Cavalier masqué (The Lady and the Highwayman) (TV)
- 1990 : A Ghost in Monte Carlo (TV)
- 1991 : Duel of Hearts (en) (TV)
- 1998 : Something to Believe In (en)
- 2002 : Bad Karma (en)